# Ендрю Форд (плавець)
Ендрю Форд (англ. Andrew Ford, 19 червня 1989) — канадський плавець.
Учасник Олімпійських Ігор 2012 року.